# کویون‌اوی (امام‌اغلو)
کویون‌اوی (به ترکی استانبولی: Koyunevi) یک منطقهٔ مسکونی در ترکیه است که در امام‌اغلو واقع شده‌است.